# Sonoco
Pour les articles homonymes, voir Sonoco (homonymie).
Sonoco est une entreprise spécialisée dans la fabrication d'emballage. Elle est basée à Hartsville en Caroline du Sud.

## Histoire
En février 2017, Sonoco acquiert Peninsula Packaging Company, une entreprise spécialisée dans l'emballage de fruits et légumes, pour 230 millions de dollars.
En décembre 2021, Sonoco annonce l'acquisition de Ball Metalpack, une entreprise américaine d'emballage pour 1,35 milliard de dollars.